# Richard van der Venne
Richard Johannes Cornelis van der Venne (Oss, 16 mei 1992) is een Nederlands profvoetballer die als middenvelder speelt en onder contract staat bij RKC Waalwijk.

## Carrière
Richard van der Venne speelde in de jeugdopleidingen van Berghem Sport, FC Den Bosch en TOP Oss. Later kwam hij uit voor de amateurteams Berghem Sport, RKVV DESO en SV OSS '20. In de zomer van 2015 maakte hij de overstap naar eerstedivisieclub FC Oss. Van der Venne maakte zijn debuut in het betaalde voetbal op 18 september 2015, in de met 0-4 verloren thuiswedstrijd tegen FC Eindhoven. Hij viel na 63 minuten in voor Wouter de Vogel. Na drie seizoenen bij FC Oss vertrok hij naar Go Ahead Eagles. Op 20 januari 2020 maakte hij de overstap van Go Ahead naar RKC Waalwijk, waar hij tekende tot medio 2022. In die period van drie jaar speelde Van der Venne 58 wedstrijden voor RKC. Na periodes bij Melbourne City en FC St. Gallen keerde hij medio 2024 weer terug bij RKC Waalwijk.

### Statistieken
| Seizoen                        | Club              | Land           | Competitie     | Competitie | Competitie | Beker | Beker | Totaal | Totaal |
| Seizoen                        | Club              | Land           | Competitie     | Wed.       | Dlp.       | Wed.  | Dlp.  | Wed.   | Dlp.   |
| ------------------------------ | ----------------- | -------------- | -------------- | ---------- | ---------- | ----- | ----- | ------ | ------ |
| 2015/16                        | FC Oss            | Nederland      | Eerste divisie | 29         | 6          | 0     | 0     | 29     | 6      |
| 2016/17                        | FC Oss            | Nederland      | Eerste divisie | 17         | 3          | 0     | 0     | 17     | 3      |
| 2017/18                        | FC Oss            | Nederland      | Eerste divisie | 34         | 13         | 1     | 0     | 35     | 13     |
| 2018/19                        | Go Ahead Eagles   | Nederland      | Eerste divisie | 33         | 11         | 1     | 0     | 34     | 11     |
| 2019/20                        | Go Ahead Eagles   | Nederland      | Eerste divisie | 21         | 5          | 2     | 2     | 23     | 7      |
| 2019/20                        | RKC Waalwijk      | Nederland      | Eredivisie     | 7          | 0          | 0     | 0     | 7      | 0      |
| 2020/21                        | RKC Waalwijk      | Nederland      | Eredivisie     | 29         | 4          | 1     | 0     | 30     | 4      |
| 2021/22                        | RKC Waalwijk      | Nederland      | Eredivisie     | 22         | 5          | 2     | 0     | 24     | 5      |
| 2022/23                        | Melbourne City FC | Australië      | A-League Men   | 19         | 5          | 3     | 2     | 22     | 7      |
| 2023/24                        | FC St. Gallen     | Zwitserland    | Super League   | 6          | 0          | 2     | 0     | 8      | 0      |
| 2024/25                        | RKC Waalwijk      | Nederland      | Eredivisie     | 4          | 3          | 1     | 0     | 5      | 3      |
| Carrièretotaal                 | Carrièretotaal    | Carrièretotaal | Carrièretotaal | 221        | 55         | 13    | 4     | 234    | 59     |
| Bijgewerkt t/m 3 november 2024 |                   |                |                |            |            |       |       |        |        |

1 Houwen ·
2 Lelieveld ·
3 Van den Buijs ·
4 Van Gelderen ·
5 Familia-Castillo ·
6 Oukili ·
7 Cleonise ·
8 Vroegh ·
9 Zawada  ·
11 Jakobsen ·
13 Kesting ·
14 Lokesa ·
16 Spenkelink ·
17 Van Eijma ·
18 Van der Water ·
19 Margaret ·
20 Takidine ·
21 Van Osch ·
22 Van de Loo ·
23 Van der Venne ·
24 Roemeratoe ·
28 Meijers ·
29 Kramer ·
30 Weidmann ·
31 Vogels ·
32 El Yaakoubi ·
33 Al Mazyani ·
34 Wouters ·
35 Felida ·
52 Ihattaren ·
Coach: Fraser
· Assistent-coach: Auassar
· Assistent-coach: Roorda
· Keeperstrainer: Tinus